# Electrònica en viu
La música electrònica en directe (també coneguda com a electrònica en viu o en temps real) és una forma de música que pot incloure dispositius electrònics tradicionals de generació de so, instruments musicals elèctrics modificats, tecnologies de generació de so piratejades i ordinadors. Inicialment, la pràctica es va desenvolupar en reacció a la composició basada en el so per a suports fixos com la música concreta, la música electrònica i la música antiga per ordinador. La improvisació musical sovint té un paper important en la interpretació d’aquesta música. Els timbres de diversos sons es poden transformar àmpliament mitjançant dispositius com ara amplificadors, filtres, moduladors d'anells i altres formes de circuit (Sutherland 1994). La generació i manipulació d’àudio en temps real mitjançant codificació en viu ja és habça itual.

## Història

### 1800–40

#### Els primers instruments electrònics

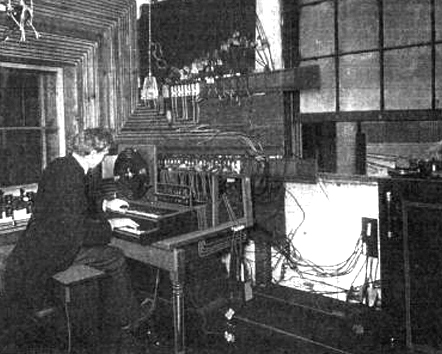
Aquest Telharmonium consola (probable pictured en el tardà 1890s) és un òrgan electrònic primerenc per Thaddeus Cahill, i un dels primers instruments electrònics va utilitzar per actuació viva.

Els primers instruments electrònics destinats a actuacions en directe, com el Telharmonium de Thaddeus Cahill (1897) i instruments desenvolupats entre les dues guerres mundials, com el Theremin (1919), Spharophon (1924), ondes Martenot (1928) i el Trautonium (1929), es poden citar com a antecedents (Manning 2013), però es pretenien simplement com a nous mitjans de producció de so, i no van fer res per canviar la naturalesa de la composició o interpretació musical (Collins 2007).
Moltes de les primeres composicions incloïen aquests instruments electrònics, tot i que els instruments s'utilitzaven normalment com a complement per a instruments clàssics estàndard. Un exemple inclou el compositor Joseph Schillinger, que el 1929 va compondre la Primera Suite Airphonic per a Theremin i Orquestra, que es va estrenar amb l’ Orquestra de Cleveland amb Leon Theremin com a solista. Percy Grainger, va utilitzar conjunts de quatre o sis teremins (preferentment a un quartet de corda) per a les seves primeres composicions experimentals de Free Music (1935–37) a causa de la completa llibertat de to "planejant" de l'instrument (Gillies and Pear n.d. ; Lewis 1991). Les ondes Martenot també es van fer servir com a instrument destacat als anys trenta, i el compositor Olivier Messiaen la va utilitzar a la Fête des Belles Eaux per a sis ondes, escrites per a l'Exposició Internacional de París de (Hill and Simeone 2005).
Cage's Imaginary Landscape No. 1 (1939) va ser una de les primeres composicions que va incloure un ús innovador de material electrònic en directe; presentava dos plats giratoris de fonògraf de velocitat variable i enregistraments en to sinusoidal (Collins 2007). L’interès de Cage per l'electrònica en directe va continuar durant els anys quaranta i cinquanta, proporcionant inspiració per a la formació de diversos grups d’electrònica en viu a Amèrica que van arribar a considerar-se els pioners d’una nova forma d’art (Manning 2013) ,157).

### Anys 1950–60

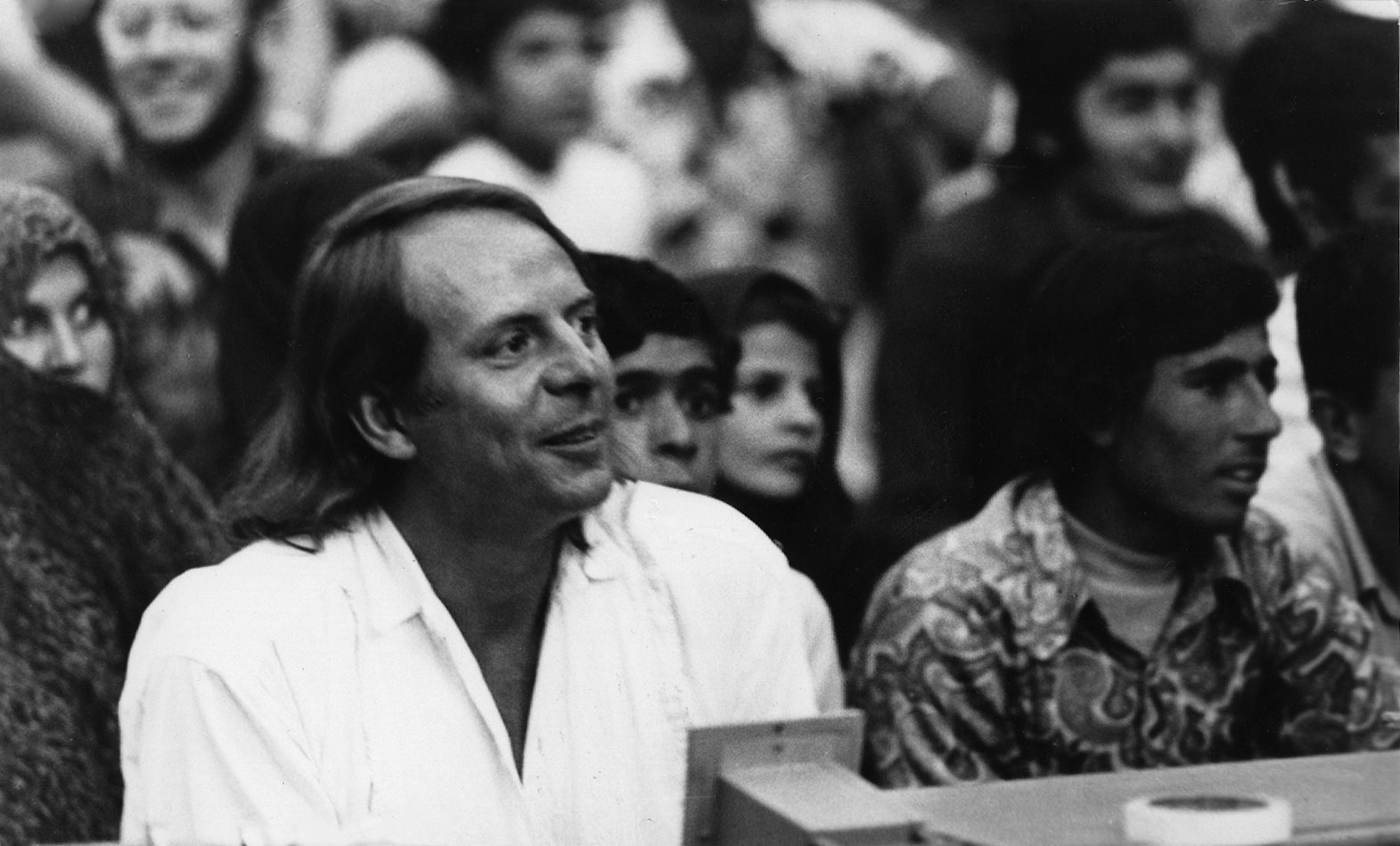
Stockhausen (2 de setembre de 1972 al Shiraz Arts Festival, als controls de so de l’obra electrònica en viu Mantra), que va escriure diverses composicions electròniques notables als anys seixanta i setanta en què es va afegir amplificació, filtratge, retard de cinta i espacialització per viure una interpretació instrumental

A Europa, Pierre Schaeffer havia intentat generar en directe les etapes finals de les seves obres en el primer concert públic de música concreta del 1951 amb un èxit limitat. No obstant això, va ser a Europa a finals dels anys cinquanta i principis dels seixanta quan es va produir la transició més coherent de les tècniques electròniques d’estudi a la síntesi en viu. Transición II (1959) de Mauricio Kagel va combinar dos magnetòfons per a la manipulació en directe dels sons del piano i la percussió, i a partir del 1964 Karlheinz Stockhausen va iniciar un període de treball intensiu amb electrònica en viu amb tres obres, Mikrophonie I i Mixtur (ambdues 1964), i Mikrophonie II (Manning 2013). Si bé les anteriors composicions electròniques en directe, com Cage's Cartridge Music (1960), havien emprat principalment l'amplificació, la innovació de Stockhausen va ser afegir transformació electrònica mitjançant el filtratge, cosa que va esborrar la distinció entre música instrumental i electrònica (Toop 2002).
Durant la dècada de 1960, diversos compositors van creure que la composició basada en estudis, com ara la música concreta, no tenia elements fonamentals per a la creació de música en viu, com ara: espontaneïtat, diàleg, descobriment i interacció grupal. Molts compositors van veure el desenvolupament de l'electrònica en viu com una reacció contra "l'ètica en gran part tecnocràtica i racionalista de la música de cinta processada d'estudi", que estava desproveïda del component visual i teatral de la representació en directe (Sutherland 1994). A la dècada de 1970, l'electrònica en directe s'havia convertit en l’àrea principal d’innovació en música electrònica (Simms 1986).

### Anys 1970–80
Els anys setanta i vuitanta van destacar per les contribucions del músic electrònic Jean Michel Jarre. L’èxit d'Oxygene i els seus concerts a gran escala que va interpretar van atreure milions de persones, batent el seu propi rècord de públic més nombrós quatre vegades (; Anon. n.d.(d) ; Anon. n.d.(e)). De fet, Jarre va continuar batent els seus propis rècords fins a finals de segle, amb 3,5 milions de persones que van assistir a l'oxigen de Moscou (Everitt 2015).

### Anys 90

#### Laptronica

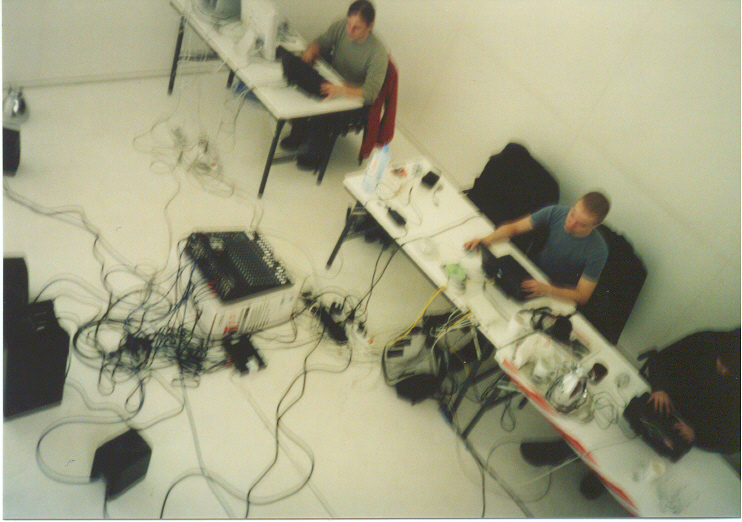
Farmers Manual 2002, actuant laptronica

Laptronica És una forma de música electrònica viva o música d'ordinador en quins portàtils és utilitzada instruments tan musicals. El terme és un portmanteau de "ordinador de portàtil" i "electronica". El terme va obtenir un grau segur de moneda en el 1990s i és d'importància a causa de l'ús d'altament ser de computació potent va fer disponible a músics dins altament forma portàtil, i per això en actuació viva. Moltes formes sofisticades de producció de so, manipulació i organització (quin va haver-hi hitherto només estat disponible en estudis o institucions acadèmiques) esdevenia disponible d'utilitzar en actuació viva, en gran part pels músics més joves van influir per i interessat en formes de música populars experimentals en desenvolupament (Emmerson 2007,  [la  necessitada]). Una combinació de molts portàtils pot soler formar una orquestra de portàtil.

#### Codificació en directe
Codificació en directe (Collins, McLean, Rohrgruber, and Ward 2003) (de vegades anomenat "programació sobre la marxa" (Wang and Cook 2006 ,), "programació just in time") és una pràctica de programació centrada en l'ús de programació interactiva improvisada. La codificació en viu s'utilitza sovint per crear suports digitals basats en el so i la imatge, i és particularment freqüent en la música per ordinador, combinant la composició algorítmica amb la improvisació (Collins 2003 ,). Normalment, el procés d’escriptura es fa visible projectant la pantalla de l’ordinador a l'espai de l’audiència, amb formes de visualitzar el codi en una àrea de recerca activa (McLean, Griffiths, Collins, and Wiggins 2010 ,). També hi ha aproximacions a la codificació en viu humana en dansa (Anon. 2009). Les tècniques de codificació en directe també s'utilitzen fora del rendiment, com per exemple en la producció de so per a pel·lícules (Rohrhuber 2008) o treballs audiovisuals per a instal·lacions d’art interactives (Anon. n.d.(b)).
La codificació en directe és també una tècnica cada vegada més popular en conferències i presentacions de conferències relacionades amb la programació, i ha estat descrita com una "bona pràctica" per a conferències d'informàtica per part de Mark Guzdial (2011).

#### Improvisació electroacústica

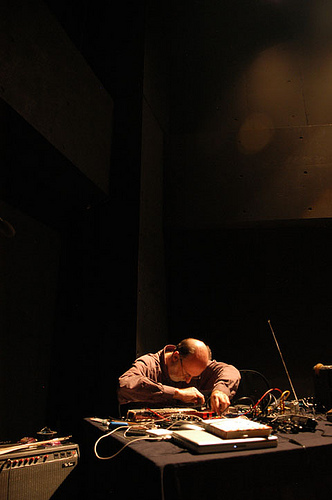
Keith Rowe (imatge del 2008) improvisant amb una guitarra preparada en un festival de música a Tòquio.

La improvisació electroacústica (EAI) és una forma d’ improvisació lliure que originalment es coneixia com a electrònica en viu. Forma part del món de l’art sonor des dels anys trenta amb les primeres obres de John Cage (Schrader 1991 , ; Cage 1960). La revista Source va publicar articles de diversos compositors líders en electrònica i avantguarda als anys seixanta (Anon. n.d.(a)) .
Va estar influenciat per la música electrònica i electroacústica i la música de compositors experimentals nord-americans com John Cage, Morton Feldman i David Tudor. El grup britànic d’improvisació lliure AMM, en particular el seu guitarrista Keith Rowe, també han tingut un paper important en l’atenció de la pràctica .
- - John Cage– Imaginary Landscape(1939–1952)
  - John Cage– Cartridge Music(1960)
  - Robert Ashley– Wolfman(1964), Lecture Series(1965), Purposeful Lady Slow Afternoon(1968)
  - Karlheinz Stockhausen– Mikrophonie I & II(1964 and 1965); Mixtur(1964); Solo(1966); Prozession(1967); Kurzwellen(1968); Spiral(1968)
  - Alvin Lucier– Music for Solo Performer(1965), North American Time Capsule(1967), Vespers(1968)
  - Johannes Fritsch– Partita(1965–66) for viola, contact microphones, tape recorder, filters, and potentiometers (4 players); Modulation 2(1967), for 13 instruments and live electronics; Akroasis(1966–68) for large orchestra with jazz band, two singers, live electronics, hurdy-gurdy, music box, and newsreader
  - David Behrman– Wave Train(1967)
  - Gordon Mumma– Hornpipe(1967)
  - Steve Reich– Pendulum Music(1968)
  - Max Neuhaus– Drive-in Music(1968)
  - Larry Austin– Accidents(1968)
  - Richard Teitelbaum– In Tune(1968)
  - Louis Andriessen, Hoe het is(1969) for 52 strings and live electronics
  - Louis Andriessen, Reinbert de Leeuw, Misha Mengelberg, Peter Schat, Jan van Vlijmen – Reconstructie(1969), Morality opera for soloists, 3 mixed choirs, orchestra, and live electronics
  - George Brown – Splurge(1969)
  - Takehisa Kosugi– 712-9374(1969)
  - Roger Smalley– Transformation I(1969)